# Coprosma gracilicaulis
Coprosma gracilicaulis là một loài thực vật có hoa trong họ Thiến thảo. Loài này được Carse mô tả khoa học đầu tiên năm 1930.